# John Quincy Adams II
John Quincy Adams II (Boston, 22 de setembro de 1833 — Quincy, 14 de agosto de 1894) foi um advogado e político americano, filho de Charles Francis Adams, neto e homônimo do ex-presidente John Quincy Adams.

## Biografia
Adams formou-se na Universidade Harvard em 1853, exerceu a advocacia, e estabeleceu-se em uma fazenda modelo experimental perto de Quincy, Massachusetts. Casou com Frances (Fanny) Cadwalader Crowninshield (1839-1911), filha de George (1812-1857) e Harriet Sears Crowninshield (1809-1873) da politicamente poderosa família Crowninshield.
Durante a Guerra Civil Americana atuou na equipe do governador John Andrew com a patente de coronel.
Adams atuou em diversos cargos locais em Quincy, incluindo o de moderador de reuniões da cidade, presidente do conselho escolar e juiz do tribunal local. Foi eleito para a Assembleia Legislativa do Estado de Massachusetts em 1866 como um republicano, mas logo transferiu-se para o Partido Democrata por causa de sua insatisfação com a política de reconstrução do presidente Andrew Johnson. Além de servir na legislatura em 1865, 1867, 1870 e 1873, foi o candidato democrata derrotado para Governador de Massachusetts todos os anos de 1867 a 1871. Em 1873 foi o candidato derrotado para o cargo de vice-governador.
Adams recebeu apenas um voto para a nomeação democrata para Presidente dos Estados Unidos na Convenção Nacional Democrata de 1868. Em 1872, a facção dos democratas, que se recusou a apoiar Horace Greeley, indicaram Charles O'Conor para presidente, e Adams para vice. Porém, eles recusaram as indicações, mas seus nomes permaneceram nas cédulas eleitorais em alguns estados. Depois de perder uma eleição para vice-governador em 1876, Adams recusou envolver-se mais ainda na política, incluindo uma oferta para ocupar um cargo de gabinete no governo de Grover Cleveland em 1893.

## Filhos
- George Caspar Adams (1863 - 1900)
- Charles Francis Adams III, U. S. Sec. of the Navy (2 de agosto de 1866 - 10 de junho de 1954)
- Frances ("Fanny") C. Adams (1873 - 1876)
- Arthur Adams (1877, Boston - 1943)
- Abigail ("Hitty") Adams (1879 - 1974)[9]